# Nisjnij Novgorod oblast
Nisjnij Novgorod oblast (russisk: Нижегородская область, tr. Nizjegorodskaja oblast) er en af 46 oblaster i Den Russiske Føderation. Oblasten har et areal på 76 900 km² og 3.039.421 (2025) indbyggere. Det administrative center i oblasten er placeret i byen Nisjnij Novgorod (russisk: Нижний Новгород), der har 1.198.245 (2025) indbyggere. Den næststørste by i oblasten er Arzamas (russisk: Арзама́с) med 103.538 (2025) indbyggere.

## Geografi
Nisjnij Novgorod oblast ligger øst for Moskva i den europæiske del af Rusland i den centrale del af den Østeuropæiske Slette. Floden Volga opdeler oblasten i lavlandet øst for floden (Volgas venstre bred), og den høje vestlige bred (Volgas højre bred), der går over i Volgaplateauet. Nisjnij Novgorod oblast strækker sig fra nord til syd omkring 400 km, og fra øst til vest omkring 300 km. Oblasten har et areal på 76.900 kvadratkilometer, hvilket er omtrentligt svarer til det samlede areal for Beneluxlandene.

### Klima
Hele oblasten har moderat fastlandsklima. Der er væsentligste forskelle i klimaet mellem skovene øst for Volga og den højre bred af Volga. Den gennemsnitlige årlige temperatur varierer fra 3,0 °C nord til 4,5 °C i den sydlige del af regionen. Den gennemsnitlige årlige nedbør øst for Volga er 600-650 mm, vest for Volga 500-550 mm, totredjedele a nedbøren falder som regn. Fra september til maj er oblasten domineret af sydlige og sydvestlige vinde, og i sommermånederne af det nordvestlige. Landbrugsarealer udgør 41% af dette område; skove, 48%, søer og floder, 2%; og andet 9%.

### Grænser
Nisjnij Novgorod oblast grænser op til Kostroma oblast mod nord, Kirov oblast mod nordøst, Republikken Marij El og Republikken Tjuvasjien mod øst, Republikken Mordovija mod syd, Rjasan oblast mod sydvest, Vladimir oblast mod vest og Ivanovo oblast mod nordvest.